# Саня Вучич
Саня Вучич (серб. Сања Вучић/Sanja Vučić; нар. 8 серпня 1993) — сербська співачка, головна вокалістка сербського панк-рок гурту «ZAA». 2016 року представляла Сербію на Євробаченні 2016 із піснею «Goodbye (Shelter)».

## Біографія
Саня Вучич народилася 8 серпня 1993 року в сербському місті Крушеваць. Вона закінчила крушевацьку музичну школу за класом оперного вокалу. Після вчення вона співала в різноманітних музичних групах рідного міста. Пізніше Саня переїхала до Белграда, де навчалася на факультеті філології, на відділені арабської мови й культури. Окрім рідної мови Саня Вучич володіє ще чотирма мовами.
Гурт «ZAA» був створений 2008 року в Крушеваці. Саня приєдналася до нього 2012 року. Разом із гуртом вона надала близько 200 концертів у різних містах колишньої Югославії, Угорщини, Чехії й Австрії. 2014 року гурт випускає альбом «What About».
У 2016 році національним мовником Сербії Саню Вучич було обрано представляти країну на Євробаченні. Тоді вона виконала пісню «Goodbye (Shelter)». На конкурсі співачка зайняла 18-те місце.
У 2017 році Саня Вучич приєдналась до жіночого R&B-гурту «Hurricane» («Ураган»). На сьогодні гурт випустив три англомовні пісні та одну — сербською мовою. У 2020-му «Hurricane» отримали перемогу на національному відборі на Євробачення. Дівоче тріо для пісенного шоу Eurovision: Europe Shine A Light представили пісню Hasta La Vista.